# Dirt 3
A Dirt 3 (stilizálva DiRT 3) egy versenyzős vagy szimulációs videójáték, a 2009-es előd, a Colin McRae: Dirt 2 folytatása. A Codemasters fejlesztette és adta ki 2011-ben. Európában május 24-én jelent meg PC-re, PlayStation 3-ra és Xbox 360-ra is. A játék az EGO 2.0 motort használja. A játékban szerepel és a játék reklámarca Ken Block rallyversenyző. 2016. november 10-étől a játék Complete Edition változata egy promóció keretében két napig ingyenesen megszerezhető volt a Humble Bundle oldaláról.

## Játékmenet
A játékban egy versenyautóval kell végighaladnunk egy pályán, különböző célok teljesítése közben. Az autó beállításait a verseny megkezdése előtt módosíthatjuk, csakúgy mint a játék nehézségét is. A játékba beépítve van egy kamera is, amellyel visszanézhetjük a közeli pillanatokat és egy speciális funkcióval, a flashbackkel vissza is térhetünk a kiválasztott pillanatba. A verseny teljesítése végén a játékos pontokat kap, amivel új csapatok ajánlatait és új pályákat old fel.

### Játékmódok
A játékban több fajta játékmód is van. Az összes játékmód teljesítése egyedi technikát követel meg.
- A rallyban egy pályát kell teljesíteni, időre. A versenyzők nem egyszerre rajtolnak, egymás után. A versenyző célja minél gyorsabban teljesíteni a pályát, a célba érkezési sorrend természetesen nem számít. A játékost segíti a mellette ülő navigátor, aki bemondja a pálya következő pontjait, megkönnyítve annak befejezését.
- A trailblazer a rally "testvére", itt szélesebb úton haladunk pontból pontba.
- A rallycrossban a versenyzők egyszerre rajtolnak, a cél elsőként a célba jutni. Egyszerű szakasz is lehet, de többkörös pályán is megküzdhetnek egymással a játékosok. Általában 1-1,5 km hosszú és különböző felületeken folyik a verseny.
- A land rush hasonlít a rallycrosshoz, de kemény terepen van kiépítve a pálya.
- A head 2 head egy olyan mód, ahol két versenyző küzd egymás ellen egy 8-as alakú pályán. A cél előbb áthaladni a célvonalat.
- A gymkhana verseny során a játékosnak egy zárt pályán kell trükköket teljesítenie (fánk, forgás, drift, ugratás, kaputörés), amiért pontokat kap. Cél a minél több pont összegyűjtése megadott időn belül.

## Többjátékos
A többjátékos módban a játékos online küzdhet meg hús-vér ellenfelekkel a pályákon. A flashback itt nem működik. A hagyományos játékmódok mellett elérhető az Outbreak Zombie (a cél érintéssel megfertőzni a többi autót), a Capture the Flag (ellopni a zászlót), a Cat & Mouse (minden csapatban van egy Mini Cooper S és egy (vagy több) erősebb, gyakran Group B-s kategóriájú autó - minden csapat célja először célba juttatni a saját egerüket, tehát a Mini-t) és az Invasion (a pályán elhelyezett papírrobotokat kell elsodorni) játékmód is. Egyszerre 8 játékos játszhat online.

## Complete Edition
2012. február 9-én a Codemasters bejelentette a játék 'Complete Edition', azaz teljes változatát, aminek trailer-jét 2012. március 8-án tette közzé a YouTube-on. Ez a változat magában foglalja az összes addigi letölthető tartalmat (legfőképp pályákat és autókat). A Complete Edition 2012. március 9-én jelent meg Európában, március 20-án pedig Észak-Amerikában. 
2015. január 8-án a Feral Interactive bejelentette a Complete Edition érkezését Mac OS X-re. 2015. január 13-án justbiglee (a Codemasters egyik Community Manager-je) a Steam fórumon megerősítette, hogy az összes addigi DiRT 3 tulajdonos megkapja majd a Complete Edition változatot ingyen. 2015. április 1-jén megjelent a GFWL-mentes DiRT 3 Complete Edition a Steam-en.